# Kommandørkaptajn
Kommandørkaptajn er en søofficersgrad svarende til graden oberstløjtnant i hæren. Kommandørkaptajn ligger mellem orlogskaptajn (svarer til major) og kommandør (svarer til oberst).
I Søværnet forkortes kommandørkaptajn KK. Cheferne for de største skibe i Søværnet; Thetis-klassen inspektionsskibe, Niels Juel-klassen korvetter, Absalon-klassen fleksible støtteskibe, frigatterne i Iver Huitfeldt-klassen, samt skolechefer og chefen for Søværnets Helikoptertjeneste har graden kommandørkaptajn.
I Forsvarets Sundhedstjeneste vil stabslæger af 2. grad bære kommandørkaptajnsdistinktioner.
Ifølge NATO er kommandørkaptajner OF-4 officerer. Commander i Royal Navy og i US Navy samt Fregattenkapitän i Bundesmarine er OF-4 officerer og svarer derfor til kommandørkaptajner.
Søværnets kommandørkaptajner hedder dog Commander senior grade på engelsk.
- Kommandørkaptajn